# 노티시에로스 텔레비사
노티시에로스 텔레비사(스페인어: Noticieros Televisa)는 멕시코의 텔레비사 산하의 뉴스 제작 자회사이다. --->www.noticieros.televisa.com<---